# Freedom To Fly
Freedom To Fly – czwarty album studyjny amerykańskiego gitarzysty Tony'ego MacAlpine'a. Wydawnictwo ukazało się w 1992 roku nakładem wytwórni muzycznej Shrapnel Records.

## Lista utworów
Opracowano na podstawie materiału źródłowego.
1. "Ice Princess" (MacAlpine) - 4:48
2. "Box Office Poison" (MacAlpine) - 4:52
3. "Salvation" (MacAlpine) - 5:26
4. "Freedom to Fly" (MacAlpine) - 3:47
5. "Champion" (MacAlpine) - 5:12
6. "Stream Dream" (MacAlpine) - 4:23
7. "Albania" (MacAlpine) - 4:38
8. "Chopin Etude No. 2, Opus 25" (Chopin) - 1:34
9. "Disciplines of Fear" (MacAlpine) - 4:11
10. "Capistrano" (MacAlpine) - 4:19

## Twórcy
Opracowano na podstawie materiału źródłowego.

- Tony MacAlpine – gitara, instrumenty klawiszowe
- Mike Terrana – perkusja
- Larry Dennison – gitara basowa
- Robert Margouleff – miksowanie, produkcja muzyczna
- Brant Biles – inżynieria dźwięku, miksowanie
- Colin Mitchell – miksowanie
- Rusty Richards – miksowanie
- Bernie Grundman – mastering